# Merimandroso
Merimandroso est une commune rurale de Madagascar, située dans le district d'Ambohidratrimo, dans la région Analamanga.

## Histoire
Merimandroso fait partie des douze collines sacrées de l'Imerina.
Le village a été fondé par Andrianampoinimerina durant les sept premières années de son règne pour consolider les frontières nord-ouest de l’Imerina et repousser les incursions Marovatana ou Sakalava. Merimandroso devint rapidement un grenier à riz, ce qui a contribué à la création du marché d'Alatsinainy Imerimandroso au nord-ouest du village.
Pour assurer la défense, deux fossés ovales, une extérieure et une autre intérieure, ont été creusées autour du village. Une partie de ces fossés est encore visible de nos jours.